# Buddleja kleinii
Buddleja kleinii là một loài thực vật có hoa trong họ Huyền sâm. Loài này được E.M.Norman & L.B.Sm. mô tả khoa học đầu tiên năm 1976.